# العدن (إب)

تعديل مصدري - تعديل

العدن محلة تابعة لقرية الحصن، التابعة لعزلة ريمان بمديرية إب إحدى مديريات محافظة إب في الجمهورية اليمنية.، بلغ تعداد سكانها 74 حسب تعداد اليمن لعام 2004.